# Octoblepharum leptoneuron
Octoblepharum leptoneuron là một loài rêu trong họ Octoblepharaceae. Loài này được Cardot mô tả khoa học đầu tiên năm 1908.